# 陈千二
陈千二（13世纪—1278年），衢州（今浙江省衢州）人。南宋末期抗元领袖。
1276年（南宋德祐二年、景炎元年、元世祖至元十三年），元朝攻克南宋都城临安（今浙江省杭州市），宋端宗在福州称帝。东南沿海各地纷纷起兵反抗元朝。1278年（南宋景炎三年、祥兴元年、元世祖至元十五年）六月，元朝军占领了宋朝大部分的疆土，南宋只有广州、琼州、合州等地。浙江衢州二万人推陈千二为领袖，发动反元起事。遂昌叶丙六也聚集了三千人帮助陈千二，处州二万人在张三八领导下杀庆元县达鲁花赤也速台儿。处州路总管府达鲁花赤赵贲亨平灭陈千二。